# Parastacidae
Parastacidae (лат.) — семейство из отряда десятиногих раков (Decapoda).

## Описание
Длина тела от 4 до 76 см. Первая пара плавательных ног (плеоподы) отсутствует. Первая пара ногочелюстей с ветвистыми нитями.

## Экология
Обитают в пресной воде стоячих и проточных водоёмов.

## Роды
В мировой фауне более 170 видов из 15 родов.
- Astacoides
- Astacopsis
- Cherax (Cherax wagenknechtae)
- Engaeus
- Engaewa
- Euastacoides
- Euastacus
- Geocharax
- Gramastacus
- Paranephrops
- Parastacoides
- Parastacus
- Samastacus
- Tenuibranchiurus
- Virilastacus

## Распространение
Обитают в умеренных зонах южного полушария — в Южной Америке, Новой Гвинее, Австралии, Новой Зеландии и на острове Мадагаскар.

## Палеонтология
Древнейшие представители семейства обнаружены отложениях альбского яруса (нижний мел) в Австралии.